# 巡弋悍將
《巡弋悍將》（英語：Passenger 57）是一部在1992年上映的美國动作片，由凱文·霍克斯執導，大衛·拉菲里和丹·戈登編寫劇本，衛斯里·史奈普、布魯斯·培恩、湯姆·塞茲摩爾和伊莉莎白·赫莉主演。劇情講述惡名昭彰的恐怖份子劫機以躲避審判，唯有一名航空保全顧問能阻止一切。
《巡弋悍將》1992年11月6日在美國上映，評價褒貶不一，但票房表現成功，捧紅史奈普成為動作英雄偶像。片中還展現了史奈普的名言：「永遠賭黑的會贏。」（Always bet on black.）

## 劇情
被媒體稱為「恐怖雷恩」（The Rane of Terror）的英國國際恐怖分子查爾斯·雷恩在邁阿密即將接受整形手術以逃避法律之際，被聯邦調查局和地方當局逮捕。聯邦調查局計劃將雷恩送回洛杉磯接受審判，得以將他判處死刑。
喪偶且享有盛譽的警官、勳章士兵和退休的美国特勤局探員約翰·卡特經常被妻子在便利店搶劫案中喪生的記憶所困擾，並開設了專門培訓空乘人員自衛的課程。一節課後，被老友史利·德爾維奇奧找上了，推薦卡特接下他公司大西洋國際航空公司（Atlantic International Airlines）新反恐部門的副總裁一職。卡特不情願，但德爾維奇奧和公司總裁史都華·拉姆齊最終說服他接受了這個提議。
卡特作為第57名乘客登上飛往洛杉磯的大西洋國際航班（洛歇L-1011），他的學生瑪蒂·史萊頓也在機上擔任空姐。雷恩和兩名聯邦探員在未事先告知航空公司的情況下登上飛機。飛機起飛後，雷恩僱傭的幾名手下冒充空乘人員和乘客，殺死了聯邦探員，釋放了雷恩，並殺了機長來掌控飛機。卡特當時在廁所裡，設法使用飛機上的電話向德爾維奇奧發出警告，但卡特很快就被雷恩的一名手下發現。卡特制伏該名手下，並持槍威脅雷恩，但對方也抓了乘客當人質；雷恩殺了一名人質來證明自己的無情，迫使卡特放棄對峙並與瑪蒂一起逃到貨艙，雷恩則槍殺了被卡特制伏的「無能」手下。雷恩偽裝成餐飲服務生的手下文森之後也被卡特制伏。卡特跳閘電路以放掉飛機的燃料，迫使雷恩命令倖存的飛行員降落在路易斯安那州的一處小機場。當卡特和瑪蒂準備在著陸後逃跑時，瑪蒂被雷恩手下福爾熱抓住，後者將卡特踢出飛機。當地警長雷納德·比格斯和手下逮捕了卡特，認為他是恐怖分子，並將他帶到機場大樓。
雷恩聯繫了機場的塔台並要求加油，承諾將釋放一半的乘客，若有每五分鐘的抵抗或優柔寡斷，雷恩將下令處決五名乘客；雷恩還欺騙警長，稱卡特是背叛自己的手下。比格斯同意加油，當乘客獲釋後，雷恩和兩名手下逃離了飛機。卡特認為釋放乘客只是假象，而從警方手中逃脫，並追蹤雷恩等人到附近的一座遊樂園。聯邦探員到達並向比格斯確認卡特的真實身份。卡特殺死了雷恩的一名手下，並在警察到達前與雷恩發生纏鬥。
回到塔樓後，雷恩宣布，如果不讓他回到飛機並給予飛行許可，在機上的手下就會在他的指示下殺死其餘的人質。聯邦調查局決定將計就計，安排兩名探員護送雷恩回到飛機，同時計劃讓一名狙擊手殺死雷恩並讓他們衝進飛機以拯救人質。然而，文森殺死了狙擊手並接手槍枝攻擊護送的探員，雷恩順利進入飛機；文森之後企圖逃跑，但遭卡特槍殺。卡特在比格斯的幫助下，設法在飛機起飛前從汽車跳到起落架，成功登上飛機。
卡特殺了福爾熱後又制伏另一名手下莎賓娜，接著開始與雷恩纏鬥。一顆子彈擊中了飛機的一扇窗戶，減壓導致一扇門被炸飛，卡特藉此將雷恩踢出門外，讓對方飛向夜空、從3.5萬英尺的高處墜落身亡。飛機迅速返回機場，聯邦探員逮捕了倖存的莎賓娜，剩下的人質被釋放。在祝賀和慶祝中，卡特和瑪蒂拒絕比格斯警長的順風車，而是手牽手安靜地走向遊樂園，德爾維奇奧則到場應付媒體。

## 演員
- 衛斯里·史奈普飾演約翰·卡特（John Cutter）
- 布魯斯·培恩飾演查爾斯·雷恩（Charles Rane）
- 湯姆·塞茲摩爾飾演史利·德爾維奇奧（Sly Delvecchio）
- 艾莉克斯·達徹契爾（Alex Datcher）飾演瑪蒂·史萊頓（Marti Slayton）
- 布魯斯·格林伍德飾演史都華·拉姆齊（Stuart Ramsey）
- 羅伯特·霍克斯飾演德懷特·亨德森（Dwight Henderson）
- 伊莉莎白·赫莉飾演莎賓娜·瑞奇（Sabrina Ritchie）
- 麥可·浩斯（英语：Michael Horse）飾演福爾熱（Forget）
- 馬克·麥考利（英语：Marc Macaulay）飾演文森（Vincent）
- 厄爾尼·萊弗利（英语：Ernie Lively）飾演雷納德·比格斯（Leonard Biggs）

## 外部連結
- 互联网电影数据库（IMDb）上《巡弋悍將》的资料（英文）
- AllMovie上《巡弋悍將》的资料（英文）
- Box Office Mojo上《巡弋悍將》的資料（英文）